# Michael Speier
Michael Speier (* 1950 in Renchen, Baden), eigentlich Hans-Michael Speier, ist ein deutscher Autor, Übersetzer, Literaturwissenschaftler, Lyriker und Herausgeber.

## Leben
Michael Speier wuchs in Berlin auf, wo er auch lebt. Er studierte in Berlin an der Freien Universität Berlin, in Heidelberg, Paris und Chicago und promovierte im Jahr 1979 mit einer literaturwissenschaftlichen Arbeit über Jean Paul. Er ist Gründer und Herausgeber der Literaturzeitschrift Park und des Paul-Celan-Jahrbuchs.
Nach seiner Promotion lehrte er an Universitäten in Deutschland und in den USA sowie am Literaturinstitut Leipzig, DLL. Seit 1997 ist er Adjunct Professor am Department of German Studies an der University of Cincinnati. Speier übersetzte zeitgenössische Lyrik aus dem Englischen, Französischen und Italienischen, er gab Lyrik-Anthologien, etwa im Reclam-Verlag, heraus und veröffentlichte neun eigene Gedichtbände. Er ist mit seiner Lyrik in über 50 Anthologien vertreten und nahm u. a. an internationalen Poesiefestivals in Medellín, Belgrad, Rosario/Argentinien, Zürich, Malmö, Florenz, Smederewo, Luxemburg, Novi Sad und Berlin teil.
Er ist Mitglied der Neuen Gesellschaft für Literatur und im PEN-Zentrum Deutschland.

## Auszeichnungen und Stipendien
- Literaturpreis der A+A Kulturstiftung Köln
- Literaturpreis Deutsche Schillerstiftung, 2007
- Hermann-Hesse-Stipendium der Calwer Hermann-Hesse-Stiftung
- Alfred-Döblin-Stipendium der Akademie der Künste Berlin
- Edenkoben-Stipendium der Stiftung für Kultur, Kultusministerium Rheinland-Pfalz
- Arbeitsstipendium der Stichting Culturele Uitwisseling, Amsterdam
- Writer in residence in USA, Frankreich, Italien und Ungarn
- Autorenstipendien Stiftung Preußische Seehandlung, Berlin
- Autorenstipendien des Senats von Berlin

## Publikationen (Auswahl)
Literarische Publikationen
- Mitlesebuch 136, Gedichte (mit Grafiken von Ulrich Werner), Aphaia Verlag, Berlin 2015
- Haupt / Stadt / Studio. Gedichte. Vorwort Michael Braun, Linolschnitte Hans Wap, mit einer Komposition von Wolfgang Seierl. Aphaia, Berlin 2012 ISBN 978-3-926677-84-6
- Hrsg.: Berlin, du bist die Stadt. Gedicht-Anthologie. Reclam, Ditzingen 2011 ISBN 978-3-15-020233-3
- Donau-Gene. Gedichte, deutsch und serbisch. Meridian, Smederewo 2008 ISBN 978-86-84201-58-6
- welt / raum / reisen. Gedichte, Zeichnungen von Xago, Vorwort Ulrike Draesner. Aphaia, Berlin 2007 ISBN 978-3-926677-63-1
- (w)ortschaften. Mitlesebuch, 92. Gedichtauswahl. Ölkreide-Illustrationen Christoph Meckel. Aphaia, Berlin 2005
- Urezi na krhotinama. Werkauswahl 1995–2005, serbisch. Vsvetovi, Novi Sad 2005 ISBN 86-7047-465-4
- Wüste Pfade. Gedichte. Zeichnungen Anna Holldorf. Ars amelia Verlag, Berlin 2004
- Más allá de la piel. Poemas. Gedichtauswahl, spanisch. Medellín 2001
- Mitlesebuch, 30. Gedichte. Grafiken Christa von Baum, Aphaia Verlag, Berlin 1998
- Scherbenschnitte. Gedichte. Agora Verlag, Berlin 1998 ISBN 3-87008-127-9
- Hrsg.: Berlin mit deinen frechen Feuern. Lyrikanthologie. Reclam, Stuttgart 1998 ISBN 3-15-009640-5
- Die Akribie der Zärtlichkeit. Gedichte. Vacat-Verlag, Potsdam 1995 ISBN 3-930752-01-8
- Eisgang. Gedichte. Zeichnungen C. v. Baum. Galerie am Bismarckplatz, Krefeld 1986
- Hrsg.: On Skin. Anthologie, Schering AG, Berlin 1983
- Gedichte. Literarische Reihe `83, Band 1, Edition AGA, Berlin 1983
- En un lieu toujours autre. (Gedichte, französisch-deutsch), Edition Quipu, Paris 1983
- Kaum Uhren irgend. Gedichte; Zeichnungen C. v. Baum, Galerie am Bismarckplatz, Krefeld 1981
- Traumschaum. Gedichte, Verlag Friedrich Nolte, Berlin 1977
- Hrsg.: Park – Zeitschrift für neue Literatur. Nr. 1 – 65, Berlin 1976 – 2012 f. ISSN 0944-0917

Wissenschaftliche Publikationen
- als Hrsg.: Paul Celan, Interpretationen. Gedichte. Reclam, Ditzingen 2002 ISBN 3-15-017518-6
- als Hrsg., Mit-Übersetzer: Martin Heidegger: Japanische Gesamtausgabe, Bd. 50: 1. Nietzsches Metaphysik, 2. Einleitung in die Philosophie, Denken und Dichten. Sobunsha Verlag, Tokio 2000 ISBN 4-423-19632-8, C 3310
- Poesie der Metropole. Die Berlin-Lyrik von der Gründerzeit bis zur Gegenwart im Spiegel ihrer Anthologien. Mit einer Auswahlbibliographie Berliner Lyrik. Colloquium, Berlin 1990 ISBN 3767807475
- Hrsg. mit Klaus Berger: Fritz Paepcke: Im Übersetzen leben. Übersetzen und Textvergleich. Gunter Narr, Tübingen 1986 ISBN 3878082819
- Die Dichtung Jean Pauls im deutschen Symbolismus. R. G. Fischer, Frankfurt 1979 ISBN 978-3883230740
- als Hrsg.: Celan Jahrbuch, Bände  1 – 9. Universitätsverlag Winter, Heidelberg 1987 – 2007 ISBN 3825312518
- Kehr um im Bild, 1983